# Gebicca
Gebicca (znany także jako: Gjúki, Gifica, Gibica, Gebicar, Gibicho lub Gippich) – król Burgundów od końca IV w. n.e. do śmierci w 407 r. n.e. Ojciec Gundomara I, Giselhera i Gunthera.
Został on wspomniany w poemacie Widsith jako Gifica oraz jako Gjúki w poemacie Atlakviða, gdzie jest ojcem Gunnara (zobacz Gunther).